# A Different Man
A Different Man é um filme de suspense psicológico estadunidense de 2024, escrito e dirigido por Aaron Schimberg e estrelado por Sebastian Stan, Renate Reinsve e Adam Pearson.

## Premissa
Depois de passar por uma cirurgia para um novo começo de vida, Edward, um homem com neurofibromatose, fica obcecado por outro homem que o interpreta em uma produção teatral baseada na vida anterior de Edward.

## Elenco
- Sebastian Stan como Edward
- Renate Reinsve como Ingrid
- Adam Pearson como Oswald
- C. Mason Wells como Carl
- Owen Kline como Nick
- Charlie Korsmo como Ron Belcher
- Patrick Wang como o diretor
- Michael Shannon como ele próprio

## Produção
A Different Man foi anunciado em junho de 2022, com Aaron Schimberg definido como escritor e diretor. Sebastian Stan, Renate Reinsve e Adam Pearson também foram anunciados como protagonistas, com Christine Vachon, Gabriel Mayers e Vanessa McDonnell definidos como produtores.
As filmagens começaram em julho de 2022 e ocorreram durante 22 dias na cidade de Nova Iorque, principalmente em East Village, Upper West Side e partes do Brooklyn. As filmagens também aconteceram nas cidades de Maplewood e Montclair, em Nova Jérsia.

## Lançamento
A Different Man estreou no Festival de Cinema de Sundance em 21 de janeiro de 2024. Também foi exibido em competição no 74.º Festival Internacional de Cinema de Berlim em 16 de fevereiro de 2024. Ainda foi selecionado para exibição no Festival de Novos Diretores/Novos Filmes e na Mostra Internacional de Cinema de São Paulo.

## Recepção
No site agregador de resenhas Rotten Tomatoes, 92% das 159 resenhas dos críticos são positivas, com uma classificação média de 6,9/10. O consenso do site diz: "Surreal e perturbador, A Different Man supera uma compreensão narrativa ocasionalmente tênue em virtude de sua abordagem ousada e provocativa de temas sérios." O Metacritic, que usa uma média ponderada, atribuiu ao filme uma pontuação de 78 em 100, com base em 43 críticos, indicando críticas "geralmente favoráveis".

## Prêmios e indicações
O filme foi selecionado em competição no 74.º Festival Internacional de Cinema de Berlim, sendo indicado para concorrer ao Urso de Ouro.
| Prêmio                                     | Data                    | Categoria                                 | Recipiente      | Resultado | Ref.   |
| ------------------------------------------ | ----------------------- | ----------------------------------------- | --------------- | --------- | ------ |
| Festival Internacional de Cinema de Berlim | 25 de fevereiro de 2024 | Urso de Ouro                              | Aaron Schimberg | Indicado  | [ 12 ] |
| Festival Internacional de Cinema de Berlim | 25 de fevereiro de 2024 | Urso de Prata de Melhor Atuação Principal | Sebastian Stan  | Venceu    | [ 13 ] |